# Laura Valenzuela
Laura Valenzuela, nome d'arte di Rocío Laura Espinosa López-Cepero (Siviglia, 18 febbraio 1931 – Madrid, 17 marzo 2023), è stata un'attrice e conduttrice televisiva spagnola.

## Biografia
Dopo aver lavorato per qualche anno come modella in uno showroom d'abbigliamento, divenne la prima donna in Spagna ad apparire nelle trasmissioni di Televisión Española (TVE).
Recitò in molti film dall'inizio degli anni '50 fino alla fine degli anni '60.  Nel 1969 presentò l'Eurovision Song Contest, tenutosi quell'anno in Spagna.
Nel 1971 sposò il regista José Luis Dibildos. Dopo aver partorito una figlia, la futura conduttrice televisiva Lara Dibildos, si ritirò dalla vita pubblica, ma nel 1990 accettò di lavorare per Telecinco. Più tardi, nel 1996, ritornò alla TVE con lo spettacolo Mañanas de primera.
Nei primi anni 2000 si allontanò nuovamente dalla tv dovendo fronteggiare un cancro al seno. Dopo aver sconfitto il tumore, fece solo apparizioni occasionali in televisione come il 7 dicembre 2006, quando condusse insieme ad Anne Igartiburu e Paula Vázquez lo spettacolo Gala 50 años de TVE, che celebrava il 50 ° anniversario di TVE.
Laura Valenzuela è morta il 17 marzo 2023 all'ospedale La Princesa di Madrid, per complicazioni della malattia di Alzheimer. Aveva 92 anni.

## Filmografia parziale
- Madame Sans-Gêne, regia di Christian-Jaque (1961)
- Cyrano e D'Artagnan (Cyrano et d'Artagnan), regia di Abel Gance (1964)
- Il Tulipano Nero (La Tulipe noire), regia di Christian-Jaque (1964)
- Il pugno proibito dell'agente Warner (Faites vos jeux, mesdames), regia di Marcel Ophüls (1965)